# Костів-Гуска Ганна Михайлівна
Га́нна Миха́йлівна Ко́стів-Гу́ска (нар. 18 квітня 1947 в селі Бабинці Борщівського району Тернопільської області) — українська лікарка, поетка, перекладачка, громадсько-політична діячка, член Національної Спілки письменників України з 1982. Дружина Я. Костіва.

## Життєпис
Навчалася в Чортківському медучилищі, працювала фельдшером, закінчила Тернопільський медичний інститут — фах лікаря-психотерапевта, проживає в місті Борщеві.
Була депутатом обласної Ради.

## Відзнаки
- Нагороджена Орденом княгині Ольги.

Лауреат літературних премій:
- 2001 — імені Братів Лепких — за поетичні збірки «Червоні коралі», «Голгофа», «Страстна дорога», «Зелені свята», «Зона» і книгу перекладів з білоруської «Неприручена пташка».
- 2003 — НСПУ «Благовіст» — за збірку віршів «Страсна дорога».
- 2003 — міжнародної літературної премії імені Івана Кошелівця журналу «Соборність» (Німеччина).
- 1996 — диплом за поезії, опубліковані італійською мовою в Мілані (Італія).

## Творчість
Твори Г. Костів-Гуски перекладені білоруською, киргизькою, російською, італійською мовами та есперанто.
Першим редактором її книг, котрий відкрив їй дорогу в світ поезії, був Степанюк Борислав Павлович.

### Поетичні збірки
- Автограф вірності (1978)
- Нічлава (1985)
- Цвіте біля хати калина (1993)
- Зона (1996)
- Червоні коралі (1996)
- Зелені свята (1996)
- Неприручена пташка (переклад з Євгенії Янішиць, 1997)
- Голгофа (2001)
- Страсна дорога (2001)
- Цей тихий сум вечірнього вікна (2002)
- Жоржиновий вогонь (2004)
- Червоні кетяги калини. Вибране (2006)